# جريس مغطى
الجُرَيس المغطى (باللاتينية: Campanula velata) نوع نباتي ينتمي إلى جنس الجريس من الفصيلة الجريسية.

## الموئل والانتشار
موطنه المغرب العربي.

## مرادفات للاسم العلمي
- (باللاتينية: Campanula serpylliformis Batt. & Trab.)
- (باللاتينية: Campanula velata var. mesatlantica Litard. & Maire)
- (باللاتينية: Campanula velata subsp. mesatlantica (Litard. & Maire) Quézel)
- (باللاتينية: Campanula velata subsp. serpylliformis (Batt. & Trab.) Quézel)